# 129966 Michaelward
129966 Michaelward este o planetă minoră (asteroid), cu un diametru de 1,509 km, din centura de asteroizi. A fost descoperită pe 29 octombrie 1999 la Catalina Station⁠(d) de Catalina Sky Survey. 
Obiectul prezintă o orbită caracterizată de o semiaxă mare de 2,3874149566378 UAi, o excentricitate de 0,24, o înclinație de 3,9 ° în raport cu ecliptica.